# Jordsand

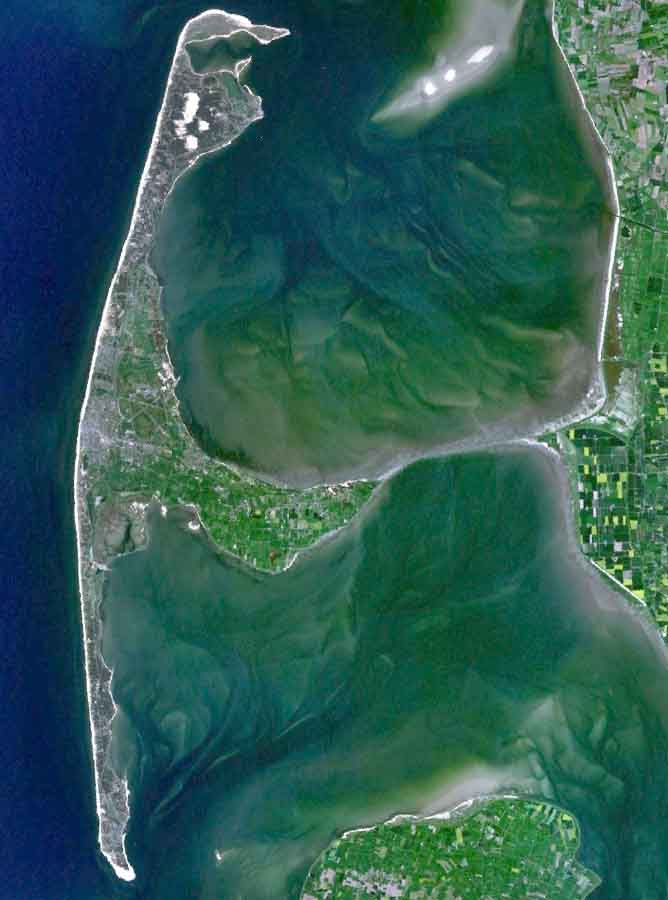
L'ex isola di Jordsand, nella parte superiore a destra

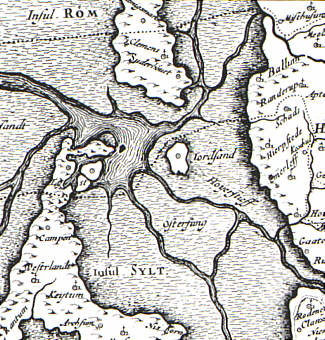
Mappa del 1634

Jordsand (in tedesco Irschsand o Iortsand) fu un piccolo isolotto danese (hallig) dell'arcipelago delle isole Frisone Settentrionali situato nel mare dei Wadden, a sud-est dell'isola di Rømø e ad est dell'isola tedesca di Sylt. L'isola fu conosciuta con il nome Hiortsand (isola del cervo) ed è stato probabilmente collegata sia con la terraferma che con l'isola di Sylt. Il vecchio nome si riferisce alla presenza di cervi sull'isola.
Le dimensioni dell'isola sono diminuite nel tempo. Infatti, secondo un documento storico del 1231, la sua superficie era allora di 20 km², nel corso di meno di sei secoli con l'erosione media di 35 metri annuali l'isola venne erosa e nel 1649 era estesa 6 km², poco più di un terzo dell'estensione all'inizio del XIII secolo. Nel 1807 invece era di 40,7 ettari e nel 1873 di 18,4 ettari. Nel 1895 una tempesta distrusse l'ultima collinetta e l'isola fu abbandonata: da allora divenne un'oasi naturale.
Nel 1927 l'altitudine massima dell'isola era 27 metri d'altezza.
Negli anni settanta furono fatti alcuni tentativi di proteggerla dalle inondazioni ricorrenti, ma con scarso successo. Le dimensioni si ridussero fino a 2,3 ettari e infine l'isola (disabitata) fu distrutta da un'alluvione nell'inverno tra il 1998 e il 1999.
Il suo nome sopravvive nel nome di una delle più antiche organizzazioni ambientaliste della Germania, la Verein Jordsand, istituita nel 1907.

## Superficie
| Anno | Superficie | Erosione annuale (m) |
| ---- | ---------- | -------------------- |
| 1231 | 21 km²     | -                    |
| 1649 | 6 km²      | 35,885               |
| 1807 | 0,407 km²  | 35,399               |
| 1873 | 0,184 km²  | 33,787               |
| 1936 | 0,072 km²  | 1,762                |
| 1973 | 0,023 km²  | 1,324                |
| 1999 | 0          | 0,885                |